# Terminal Autobuses de Segunda Clase de Orizaba
La Terminal Autobuses de Segunda Clase de Orizaba, más conocida como la Terminal de Autobuses Unidos AU Orizaba, es una estación de autobuses foráneos administrada por Mobility ADO, la cual brinda el servicio de las líneas Autobuses Unidos AU y Transportes Regionales de Veracruz (TRV).

## Ubicación
La terminal se encuentra en la Calle Pte. 8 esquina con Nte 7. Está a un lado del Río Orizaba. 
Entre Norte 9 y Norte 5. 

## Especificaciones de la terminal
- Número de andenes: 16
- Espacio de aparcamientos de autobuses:
- Superficie total de la terminal:
- Número de taquillas: 5
- Número de locales comerciales:
- Salas de espera: 1

| Líneas de Autobuses | Destinos |
| ------------------- | --- |
| Autobuses Unidos AU | Acayucan, Arriaga, Ciudad Mendoza, Coatzacoalcos, Córdoba, Cosamaloapan, Coscomatepec, Huatusco, Juan Roríguez Clara, Juchitán de Zaragoza, La Tinaja, Loma Bonita, Ma. Lombardo de Caso, Matías Romero, Ciudad de México TAPO, Ciudad de México Norte, Minatitlán, Oaxaca, Oaxaca Periférico, Oaxaca Santa Rosa, Playa Vicente, Puebla CAPU, Salina Cruz, Santa Cruz, Tapanatepec, Tehuacán, Tehuantepec, Tierra Blanca, Tlalnepantla, Tres Valles, Trinidad de Viguera, Tuxtepec, Veracruz CAVE, Villa Azueta, Villa Isla, Zanatepec. |

## Transporte público de pasajeros
- Servicios de Taxi